# Рестрепо, Джонатан
Джонатан Рестрепо (исп. Jhonatan Restrepo, род. 28 ноября 1994 в Пакоре, Кальдас, Колумбия) — колумбийский профессиональный трековый и шоссейный велогонщик, с 2016 года выступающий за команду Katusha–Alpecin. Чемпион Панамериканских игр 2015 года в командной гонке преследования.

## Достижения

### Трек
2013
2-й — Чемпионат Америки — Командная гонка преследования
3-й — Чемпионат Америки — Индивидуальная гонка
2014
1-й — Чемпионат Америки — Командная гонка преследования
2-й — Чемпионат Америки — Мэдиссон
7-й — Чемпионат Америки — Индивидуальная гонка
2015
1-й — Панамериканские игры — Командная гонка преследования
1-й — Чемпионат Америки — Командная гонка преследования
1-й — Чемпионат Америки — Индивидуальная гонка
2-й — Чемпионат Америки — Мэдиссон

### Шоссе
2015
Панамериканский чемпионат —групповая гонка U23
2016
Вуэльта Испании —  Борцовская майка после 8 этапа
2017
Тур Даун Андер — Молодёжная классификация
2021
3-й на Венето Классик

## Статистика выступлений наГранд Турах
- Тур де Франс
  - Участие:0

- Джиро д'Италия
  - Участие:0

- Вуэльта Испании
  - Участие:1
    -       - 2016: 128